# Gyges
Gyges este un monstru cu cincizeci de capete și o sută de brațe, unul dintre fiii lui Uranus și al Geei. A luptat alături de frații lui ajutandu-i pe olimpieni impotriva titanilor.
1. ↑  titanomahie[*] Verificați valoarea |titlelink= (ajutor)
2. ↑  Teogonia